# Gina Marie Tolleson
Gina Marie Tolleson (n. 26 martie 1969, Spartanburg, Carolina de Sud, SUA) este un fotomodel  din Statele Unite ale Americii, ea a s-a clasat pe locul doi în concursul Miss USA și a câștigat titlul Miss World.
A fost aleasă în 1990 Miss South Carolina USA și Miss World. A fost lansată de C.B. Mathis of CB's Limited in Lancaster, SC. Ulterior a devenit o personalitate de televiziune, în emisiunea cu Alan Thicke atunci când a fost moderatoare în 1991 la concursul Miss World. La scurt timp după aceea, cei doi s-au căsătorit. Au avut în iulie 1997 un fiu, Carter Thicke, va divorța în 1999. Gina a devenit în anul 2002 editor executiv al Magazinului Santa Barbara. S-a căsătorit în 2003 cu Christian Wiesenthal și au împreună doi fii, Luca, născut septembrie 2005 și Tiago, născut decembrie 2006.